# Bělotrn banátský
Bělotrn banátský (Echinops bannaticus) je rostlina, bylina, která je řazena do čeledi hvězdnicovité (Asteraceae). Kvete v červenci do konce září. Květ u této rostliny je považován za dekorativní a jako okrasná rostlina je druh někdy pěstován.

## Rozšíření
Tento druh je původní v jihovýchodní Evropě a na Krymu. Dekorativní květenství jsou šedavé, šedomodré, nebo šedobílé (světle šedé).

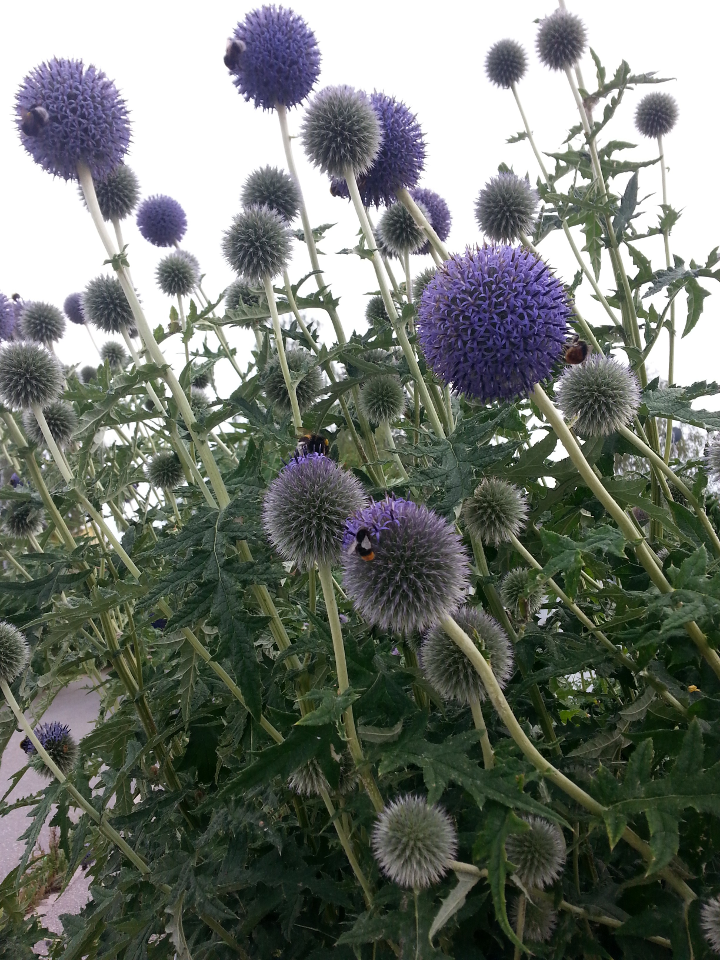

## Popis
Jsou to vytrvalé, statné rostliny, asi 1 m vysoké, s přímými jednoduchými nebo jen chudě větvenými lodyhami. Poměrně velké listy jsou v přízemní růžici a lodyžní přisedlé a částečně objímavé.Listy jsou na koncích ostnaté a také jsou chlupaté stejně jako lodyhy.
Květenství strboul vyrůstající na koncích lodyh je tvořeno množstvím pravidelně sestavených jednokvětých úborů s trojřadými zákrovy s listeny. Pětičetné, oboupohlavné květy jsou trubkovitého tvaru. Jednotlivé drobné květy bývají modré nebo nafialovělé. Kališní lístky jsou drobné nebo zakrnělé, korunní jsou srostlé do trubky. V květu je pět tyčinek s našedlými prašníky a ze spodního semeníku složeného ze dvou plodolistů vystupuje čnělka s hluboce vykrojenou bliznou vyčnívající z koruny. V hloubí květů, které opyluje hmyz, jsou nektaria. Plodem je krátká, pětižeberná, ochmýřená nažka rozšiřována po okolí větrem.

## Použití
Pro své výrazné květenství se vysazuje do ozdobných skalek, suchých zídek, nádob a záhonů s dalšími trvalkami na slunných stanovištích, kde vynikne. Lze ji použít jako solitéru do sadovnických úprav. Lze ji rovněž použít k řezu a sušení. Po sušení květenství získává šedivou barvou, zbarvené květy opadají. Láká opylovače, včetně motýlů.

### Pěstování
Jsou vypěstovány kultivary 'Blue Glow', 'Blue Globe' a 'Taplow Blue'. tyto kultivary dorůstají výšky asi 1m.
Snadno se pěstuje v běžné propustné půdě na plném slunci. Preferuje propustné půdy, snese sušší stanoviště a přísušky.

## Množení
Druh se rozmnožuje semeny.

## Choroby a škůdci
Je uváděno, že rostliny mohou poškozovat padlí, plíseň šedá, tyto patogenní organismy poškozují především rostliny v nevhodných podmínkách. Jako další patogenní organismy jsou uváděni plži, háďátka.